# 伊藤邦彦
伊藤 邦彦（いとう くにひこ）は、日本の薬学者（薬理遺伝学・抗体工学・免疫学・分子生物学・臨床薬理学・医療薬学）。学位は薬学博士（東北大学・1989年）。静岡県立大学薬学部教授・大学院薬学研究院教授。
東北大学医学部附属病院助手、スクリプス研究所博士研究員、秋田大学医学部助教授などを歴任した。

## 来歴

### 生い立ち
宮城県仙台第一高等学校を卒業し、東北大学の薬学部にて薬学を学ぶ。同大学を卒業後は、そのまま大学院の薬学研究科に進み、博士後期課程を修了した。1989年、薬学博士を取得した。学位論文の題は 「抗修飾核酸塩基モノクローナル抗体の癌診断及びモニタリングへの応用を目的とした基礎研究」。

### 研究職
東北大学医学部附属病院に採用され、薬剤部の助手として勤務した。一時、アメリカ合衆国のスクリプス研究所に移り、博士研究員として勤務した。
その後、秋田大学医学部附属病院に転じ、薬剤部の助教授として教鞭を執った。なお、薬剤部の副部長も兼任した。静岡県立大学に移り、薬学部薬学科の教授に就任し、同時に大学院薬学研究科の教授も務める。

## 略歴
- 1979年 - 宮城県仙台第一高等学校卒業。
- 1984年 - 東北大学薬学部卒業。
- 1989年 - 東北大学大学院薬学研究科博士後期課程修了。
- 1992年 - 東北大学医学部附属病院薬剤部助手。
- 1993年 - スクリプス研究所博士研究員。
- 1995年 - 秋田大学医学部附属病院薬剤部助教授。
- 1995年 - 秋田大学医学部附属病院薬剤部副部長。
- 2005年 - 静岡県立大学薬学部教授。
- 2005年 - 静岡県立大学大学院薬学研究科教授。

## 賞歴
- 1991年 - 日本薬学会東北支部奨励賞。

## 著作
- Itoh K, et al., "Diagnostic use of anti-modified nucleoside monoclonal antibody.", Tohoku J Exp Med, Vol.168, No.2, October, 1992.
- Masuda M, et al., "An immunohistochemical analysis for cancer of the esophagus using monoclonal antibodies specific for modified nucleosides.", Cancer, Vol.72, No.12, December 15, 1993.
- Kunihiko Itoh and Toshio Suzuki, "Antibody-Guided Selection Using Capture-Sandwich ELISA", Methods in Molecular Biology, Vol.178, 2002.